# Zinkfabriek (Budel)

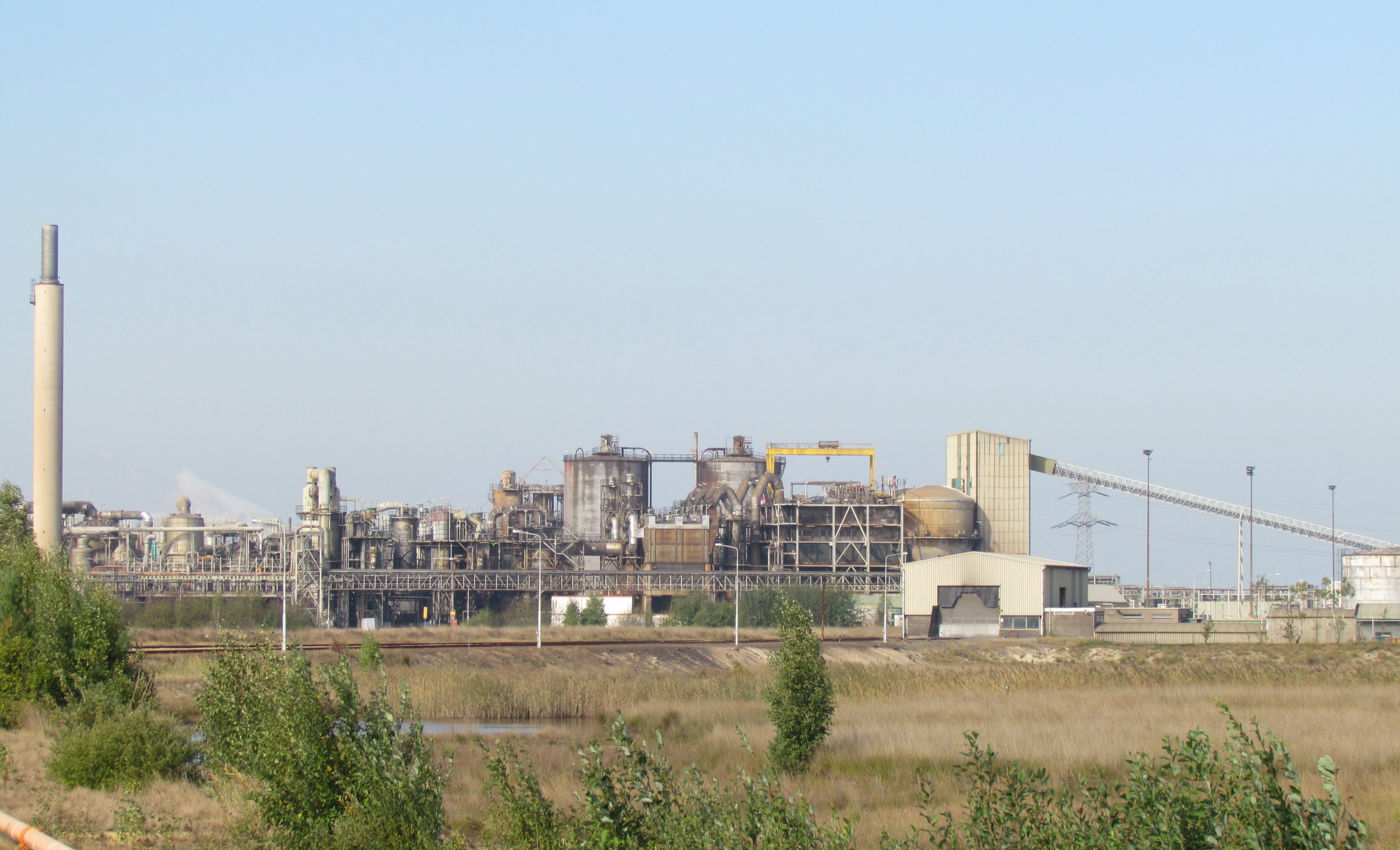
Nyrstar Budel-Dorplein in 2013

De Budelse zinkfabriek is een zinkfabriek die omstreeks 1892 werd gesticht op een afgelegen terrein nabij Budel. Hieraan zijn de namen van Lucien en Emile Dor en François Sepulchre verbonden. De Budelse zinkfabriek werd opgericht onder de naam: Société Anonyme des Zincs de la Campine of, in het Nederlands: Kempensche Zinkmaatschappij (KZM).
Sinds 2007 is het grootste gedeelte van de zinkfabriek een onderdeel van Nyrstar.

## Geschiedenis van de Kempensche Zinkmaatschappij (KZM)
Aanvankelijk zou de zinkfabriek in België komen, maar daar waren al vele zinkfabrieken gevestigd en stuitte een nieuwe fabriek op milieu-bezwaren. Een zinkfabriek zorgde in die tijd immers voor de uitstoot van zware metalen en koolmonoxide. Men koos dus een dunbevolkt gebied, dat bovendien ontsloten was door de spoorweg 'Grand Central Belge', ofwel de IJzeren Rijn. Ook lag de Zuid-Willemsvaart binnen bereik. Dit alles was nuttig voor de aanvoer van steenkool en erts. Een derde argument was de aanwezigheid van goedkope grond en arbeid.

### Budel-Dorplein
Een vestiging in Weert stuitte op het verzet van de pastoor en de burgemeester, die industrialisatie associeerden met zedelijk verval. In Budel zag men de positieve resultaten: profijtelijke verkoop van woeste grond, en een oplossing voor de aanzienlijke werkloosheid. Er werd 628 ha deels moerassige woeste grond aangekocht, de latere Loozerheide. Naast havens, een spoorweg en wegen moest er huisvesting voor de arbeiders komen. Dit was het 'Projet de Dorplein', de bouw van de kolonie Budel-Dorplein. Hier kwamen aanvankelijk de Waalse arbeiders te wonen, die hun vakkennis meebrachten. Deze pioniers hadden het niet gemakkelijk, aangezien er in Dorplein nog nauwelijks voorzieningen waren en omdat ze de taal niet spraken. Voor de kerkgang moest men naar Hamont of Budel lopen, maar al heel snel (1893) werd een kapel ingericht in het kantoorgebouw, waar een pater uit Weert in het weekend voor de arbeiders de missen kwam verzorgen."Den geestelijken verzorging" der arbeiders moest contractueel  gewaarborgd zijn. Later (1898) werd een officiële fabriekskapel ingericht, die tot 1966 functioneel is gebleven.
Water werd gehaald uit een pomp op de fabriek of uit het ven. Ook winkels waren er aanvankelijk niet, afgezien van ambulante handelaars. In 1896 kwam een (katholieke) lagere school beschikbaar. Pas in 1898 werd er een wasserij, een bakker en een winkel gevestigd. Tijdens de Eerste Wereldoorlog kwamen er veel Belgische vluchtelingen naar Nederland, 103 vluchtelingen werden geïnterneerd in een barakkenkamp te Budel-Dorplein. Niet iedereen vertrok na de oorlog aangezien een aantal een baan op de fabriek had gevonden.

### Arbeidsonrust
De paternalistische bedrijfsleiding van de KZM weerde invloeden van buitenaf. Het lidmaatschap van een vakbond, al was dit dan ook de gematigde Nederlandsche Roomsch Katholieke Metaalwerkersbond, werd dan ook niet al te zeer op prijs gesteld. In de crisistijd, gedurende de jaren 30 van de 20e eeuw, leidden allerlei buitenlandse verwikkelingen tot afzetvermindering en productiebeperking. Gedwongen arbeidstijdverkorting, loonsverlagingen en massaontslagen deden in 1935 de vlam in de pan staan, temeer daar de directie overleg blokkeerde. Een werkstaking brak uit die uiterst gedisciplineerd verliep. Na het bijwonen van de Heilige Mis werden de stakingslijsten getekend. Ook maakten zeshonderd stakers een bedevaart op de fiets naar Roermond. Op regeringsniveau werd bemiddeld en uiteindelijk kwam er een compromis tot stand.

### Afhankelijkheid
De school heeft tot 1963 onder grote invloed van de fabriek gestaan. Ook de openbare voorzieningen, zoals waterleiding en elektriciteit, zijn lange tijd door de fabriek verzorgd. Pas in 1968 werd het wegennet te Budel-Dorplein voor een symbolisch bedrag door de gemeente 'gekocht' van de fabriek. Uiteindelijk werd de unieke situatie van een vrijwel volledig van de zinkfabriek afhankelijk dorp opgeheven.

## Complex van fabrieken

### Zink en zwavelzuur
De aanvankelijke thermische zinkfabriek groeide uit tot een indrukwekkend complex met vele schoorstenen. Naast de zinkovens kwam er in 1900 een retortenfabriek, daar de retorten, hoewel uit vuurvaste steen vervaardigd, niet lang meegingen. In 1913 werd de N.V. Gemengde Metaalertsen (GME) opgericht. Dit was een inkooporganisatie voor zinkertsen. Sedert 1925 werd zinkblende, het sulfidisch zinkerts, door GME geroost, en de vrijkomende zwaveldampen werden verwerkt tot zwavelzuur met behulp van het lodenkamerproces. De zwavelzuurfabriek stond bekend onder de weinig vleiende naam "De Stille Dood" vanwege de zware arbeid die er verricht moest worden en de kwalijke dampen die er vrijkwamen. In het algemeen ging het om zeer zware arbeid, waarbij ook de hitte van de ovens een rol speelde.

### Superfosfaat
Zwavelzuur werd gebruikt bij de productie van superfosfaat, wat onder meer geschiedde bij de Staatsmijn Maurits, terwijl er in 1935 ook te Budel een superfosfaatfabriek werd gebouwd, die lang niet altijd in bedrijf was. Voor de verkoop van deze kunstmeststof werd in 1957 de N.V. Oranjekorrel opgericht, die in 1962 alweer werd ontbonden, waarna de fabriek in 1965 voorgoed werd stilgelegd.

### Cadmium
In 1953 werd begonnen met de productie van cadmium, terwijl in 1964 werd gestart met de productie van dakgoten en regenpijpen. De productie van zinkpoeder voor de verfindustrie werd begonnen in 1966 door een apart samenwerkingsverband met de Imperial Smelting Corporation,de N.V. Metallurgisch-Chemische industrie "Metadu", die in 1984 weer werd ontmanteld.

### Chloorfluorkoolstofverbindingen: cfk's
In 1964 werd de Commanditaire Vennootschap Zinc-Organon opgericht. Hierin werkte KZM samen met N.V. Koninklijke Zwanenberg Organon, een voorloper van AkzoNobel, de Imperial Smelting Corporation en de Banque de Paris et des Pays-Bas. Deze onderneming deed aan fluorchemie en fabriceerde chloorfluorkoolstofverbindingen (cfk's), de drijfgassen in spuitbussen die nu verboden zijn vanwege de aantasting van de ozonlaag. In 1969 trok de KZM zich uit deze onderneming terug. In 1994 verkocht AKZO (het latere AkzoNobel) de fabriek aan het Amerikaanse Allied-Signal (later Honeywell). Toen het Montreal Protocol de productie van cfk's onmogelijk maakte, is de fabriek in 2006 gesloten. Door de jarenlange bedrijfsactiviteiten was een zware bodemverontreiniging ontstaan waardoor bodemsanering noodzakelijk is. Aannemer Joh. Mourik & Co. Holding B.V. uit Groot-Ammers heeft de fabriek gekocht om na de sloop het terrein te saneren en weer gereed te maken voor nieuwe gebruikers.

## Van KZM via Zinifex naar Nyrstar
In 1955 werd het principebesluit genomen om over te stappen van thermische op elektrolytische zinkproductie. Dit verhoogde de productie, de zuiverheid van het product, het verbeterde de arbeidsomstandigheden en was ook beter voor het milieu. Het was echter kapitaalintensief en vereiste bundeling van krachten. In 1966 gingen de aandelen KZM over naar Koninklijke Zout Ketjen (KZK), eveneens een voorloper van AKZO. Deze ging al in 1967 samen met Koninklijke Zwanenberg Organon tot Koninklijke Zout Organon (KZO). In 1968 verwierf ook Billiton 50% van de aandelen KZM.
Toen in 1969 de KZO met de Algemene Kunstzijde Unie fuseerde tot AKZO werden de 50% aandelen die AKZO nu bezat eveneens aan Billiton verkocht. Billiton op haar beurt werd in 1970 onderdeel van de Koninklijke Shell Groep. In 1971 deed Billiton 50% van de aandelen KZM over aan de Australische maatschappij Conzinc Rio Tinto of Australia (CRA), die via de Europese dochter Australian Mining and Smelting Europe (AMSE) een belang in de Budelse fabriek nam. AMSE en Billiton richtten samen in 1972 Budelco op, wat een productiemaatschappij was. In 1992 werkten er 620 personen.

### Zinkelektrolyse
In 1973 startte uiteindelijk de zinkelektrolysefabriek met de productie, en de thermische fabriek werd stilgelegd en gesloopt. Later verscheen een nieuwe naam, waarbij het productiebedrijf Pasminco Budel Zink (PBZ) ging heten. Het bedrijf Pasminco Ltd. ontstond in 1988 door een fusie van de Australische mijnbouwbedrijven CRA en North Broken Hill Holdings Ltd. Budelco bv is voor 50% eigenaar van Pasminco Europe bv, Billiton tot 1994 voor de andere helft. Bij de verkoop door eigenaar Shell van Billiton aan Gencor, in 1994, blijft het aandeel Budelco erbuiten. Dat verkoopt Shell in mei 1995 aan Pasminco Pty Ltd voor f 14 miljoen. Dit lood en zink producerende bedrijf ging in 2002 failliet door schulden bij een banksyndicaat, maar in 2004 startte het weer op onder de naam Zinifex. Dit kon omdat de prijzen voor lood en zink erg gestegen waren. Zinifex is onder meer eigenaar van de Century-mijn in Australië. De Budelse zinkfabriek heette sindsdien Zinifex Budel Zink B.V.. In 2007 ging Zinifex samen met Umicore en vormde het zinkconcern Nyrstar, dat met 10,1% van de zinkproductie de wereldmarktleider is.

### Zinkproductenfabriek
De zinkproductenfabriek, die onder meer een walserij bezat, stond sinds 1969 bekend onder de naam Billiton Zink. Ze werd echter in 1995 verkocht aan het Belgische conglomeraat Koramic Holding, waarna de naam van deze fabriek werd veranderd in NedZink. Ze maakt nog steeds zink en titanium-zinkproducten voor toepassing in de bouw.

## Na het jaar 2000
De productiecapaciteit voor ruw zink werd uitgebreid van 212 kton in 2003 via 232 kton in 2004 tot 260 kton in 2006 naar 315 kton in 2015. In 2001 werd een nieuwe legeringsfabriek geopend waardoor de capaciteit voor zinklegeringen werd uitgebreid van 75 tot 100 kton/jaar. Het betreft onder meer Zn/Al- en Zn/Ni-legeringen. Voorts wordt nog steeds cadmium geproduceerd, alsmede 81 kton zogeheten Budel Leach Product (BLP), een mengsel van stoffen dat overblijft bij de productie van zink. Het wordt onder meer in België verder behandeld, waarbij lood en kostbare metalen uit dit residu worden gewonnen. Na de aankoop van een fabriek in Noorwegen zal dit BLP vanaf medio 2014 daar grotendeels verwerkt worden. Ook wordt jaarlijks 320 kton zwavelzuur geproduceerd.